# Духовидец (роман)
Духовидец (Из воспоминаний графа фон О **) — приключенческий роман Фридриха Шиллера, который появился в нескольких продолжениях между 1787 и 1789 годами в журнале Thalia. Незавершённый при жизни автора, затем роман был опубликован как повесть в трёх книжных изданиях. Сочетая в себе элементы, типичные для своего времени, такие как спиритизм и заговоры, текст оправдал ожидания читателей и принёс Шиллеру наибольший общественный успех при его жизни. В 1922 году «Духовидец» был закончен романистом жанра ужасов Хансом Хайнцем Эверсом.

## Сюжет

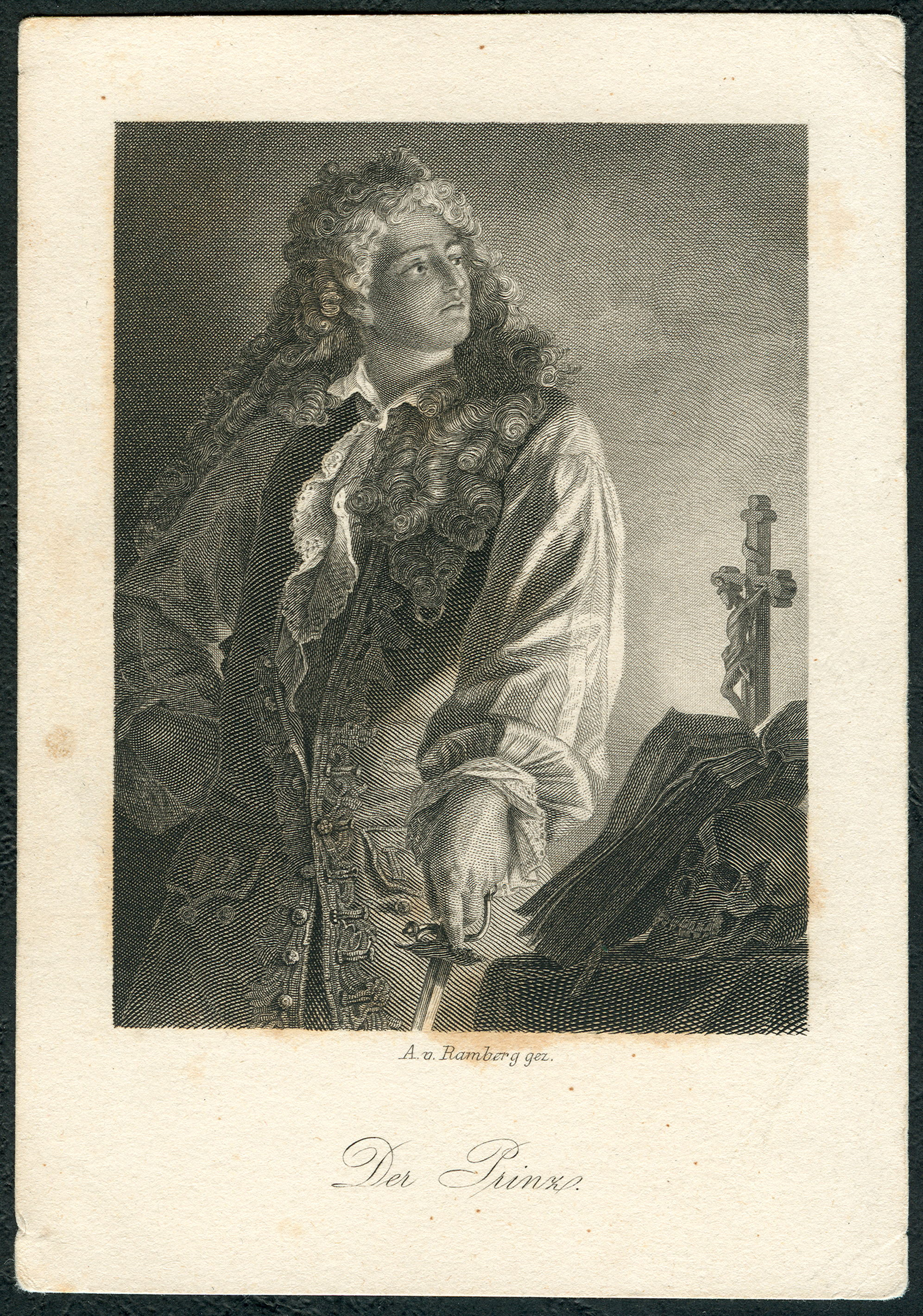
Гравюра 1859 года с изображением главного героя романа.

Повествование ведётся от первого лица «Графом фон О**». Он описывает историю о немецком принце, посетившем Венецию во время карнавала. В самом начале работы граф подчеркивает, что эта история может показаться невероятной, но он был свидетелем её собственными глазами. Более того, он говорит о своей незаинтересованности в обмане публики, поскольку «в то время, когда эти страницы войдут в мир, я не буду существовать и не могу ни выигрывать, ни проигрывать по данному счету». В своем романе Шиллер описывает интригу с тайным обществом иезуитов, которое хочет обратить протестантского принца в католицизм и в то же время обеспечить ему корону в его родной стране, чтобы расширить там свою собственную власть. В судьбе принца Шиллер иллюстрирует центральный конфликт между страстью и моралью, склонностями и долгом. В религиозных и историко-философских отрывках произведения его идеалы Просвещения показаны критика религии и общества, что уже указывает на более позднее интенсивное занятие работами Иммануила Канта.

## Продолжение
Из-за медленного развития и отвращения Шиллера к проекту, стиль и структура произведения неоднородны и варьируют от риторически стилизованной прозы до драматических диалогов, напоминающих Дона Карлоса, и элементов популярной литературы. Несмотря на эти особенности, произведение «Великого Шиллера» считалось в начале XX века примером немецкой классики, поэтому когда Ханс Хайнц Эверс предпринял публикацию своей версии окончания романа (добавив к имеющимся двум с небольшим еще четыре своих книги), он встретил резкую критику литературоведов, что в частности можно объяснить ироническим вступлением Эверса о филологах.

## Переводы
На русский язык первую часть романа Шиллера перевела Рита Райт, а перевод продолжения Эверса осуществил Евгений Головин.